# Abschreckung

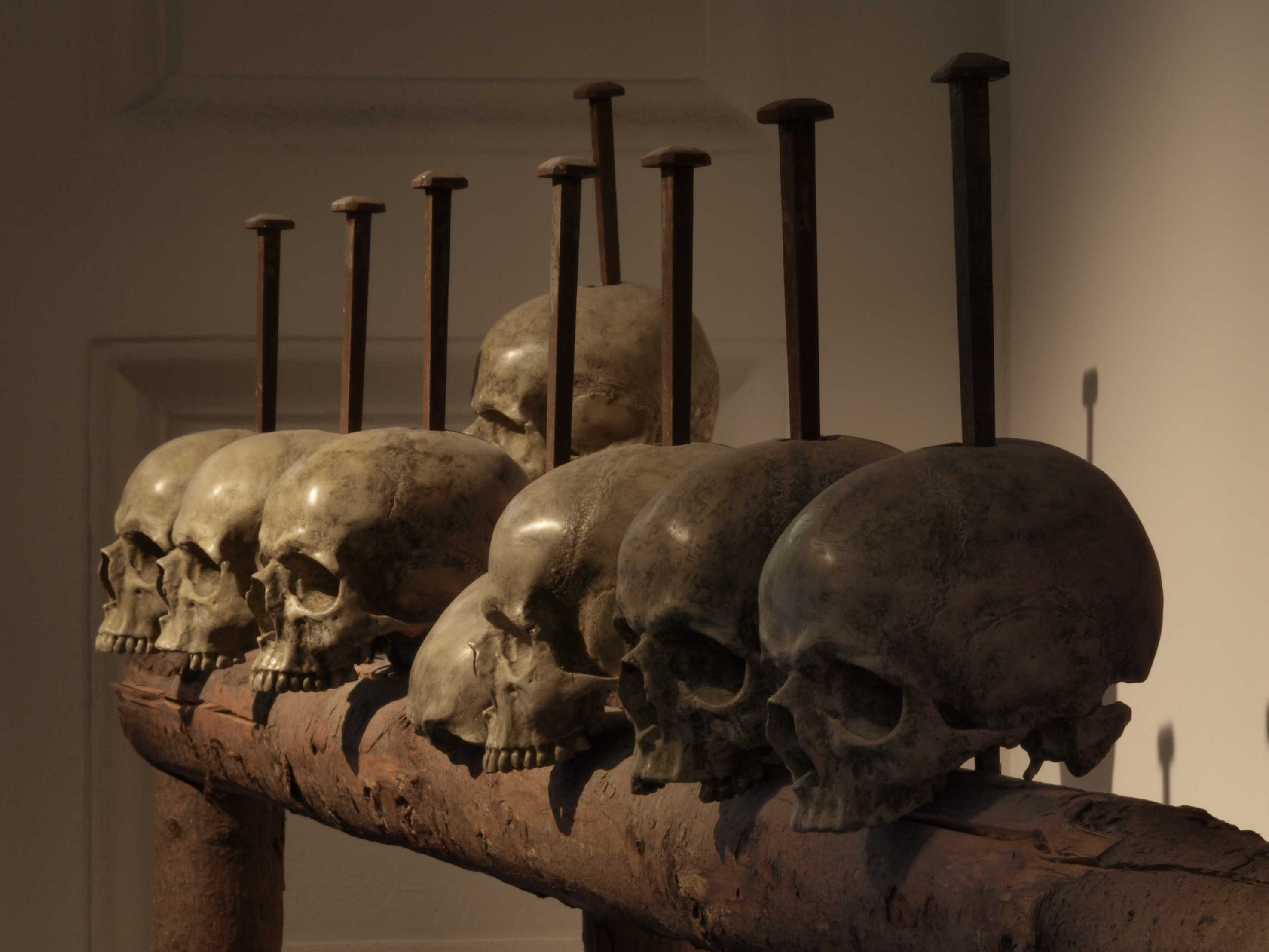
Zur Abschreckung auf einem Balken genagelte Piratenschädel (Modell)

Unter Abschreckung versteht man die Ergreifung oder Androhung von Maßnahmen mit dem Ziel, eine andere Person oder eine andere Gruppe von Personen von bestimmten nicht gewünschten Handlungen abzuhalten.

## Abschreckung als Strafziel
Im Strafrecht sollen die angedrohten Sanktionen (Geldstrafe, Haftstrafe) potentielle Täter (auch) von Angriffen auf geschützte Rechtsgüter abhalten. Gemäß der Abschreckungstheorie in der Strafrechtsphilosophie muss, damit die Strafandrohung wirksam sei, die Strafe, wenigstens manchmal, tatsächlich verhängt werden. Siehe Straftheorien.

## Abschreckung in der internationalen Politik
Abschreckung (auch Abschreckungstheorie) bezeichnet in der internationalen Politik allgemein Handlungsmuster von Staaten im System internationaler Beziehungen (siehe: Internationale Beziehungen), das darauf beruht, dass ein rational handelnder potentieller Aggressor sich durch die Aussicht auf überlegene Gegenmacht oder – im Rahmen nuklearer Abschreckung – durch die Aussicht auf immensen Schaden von einer Aggression abhalten lässt. Sowohl kollektive Sicherheit als auch Gleichgewichtspolitik setzen auf die Wirkung von Abschreckung.

## Militärische Abschreckung
Im Zweiten Weltkrieg wurde das Mittel der Abschreckung auf grausame Weise angewandt, insbesondere in Form von „Vergeltungsaktionen“ und „Geiselerschießungen“. Beispiel dafür ist die jugoslawische Stadt Pančevo: Am 22. April 1941 wurden 18 von der SS wahllos ausgesuchte Bewohner der Stadt als Vergeltungsaktion eines von jugoslawischen Partisanen verübten Attentats auf zwei SS-Männer hingerichtet. Zur Abschreckung vor weiteren Attentaten auf die SS wurden die Leichen drei Tage lang ausgestellt. Eine weitere bekannte Vergeltungsaktion fand nach dem Attentat auf Reinhard Heydrich statt, die sich gegen die Bewohner der Dörfer Lidice und Ležáky richtete.
Im Zweiten Weltkrieg wurden insbesondere an der deutsch-sowjetischen Front nie Chemische Waffen eingesetzt, obwohl beide Seiten die militärischen Fähigkeiten dazu hatten. Das Verbot der Anwendung von vergiftenden, chemischen und biologischen Waffen wurde im Zweiten Weltkrieg zumindest auf dem europäischen Kriegsschauplatz weitgehend beachtet, obwohl nicht alle beteiligten Länder dem Protokoll beigetreten waren. Ein weiterer wichtiger Aspekt war auch die gegenseitige Abschreckung, besonders nach den Erfahrungen mit den verheerenden Giftgaseinsätzen im Ersten Weltkrieg. Die deutsche und die sowjetische Seite verzichteten ohne weitere Verhandlungen oder Absprachen unter anderem deshalb auf den Einsatz von chemischen Kampfstoffen, um nicht einen gleichgearteten Gegenschlag zu provozieren. 
Im Kalten Krieg zwischen der NATO und dem Warschauer Pakt war die Abschreckung des Gegners durch Konventionelle und Massenvernichtungswaffen (siehe auch: Atomwaffe) auf beiden Seiten ein zentraler Bestandteil der strategischen Planungen. Innerhalb der westlichen Seite koexistierten zwei Arten von Abschreckung: Abschreckung durch Bestrafung sowie durch die Verweigerung von Erfolgsaussichten. Sie war hierbei eine Vorstufe der Verteidigung und sollte verhüten, dass eine Seite in eine Notlage gerät, sich durch Kampf verteidigen zu müssen. 
Eine typische Abschreckungswaffe ist z. B. das mit Interkontinentalraketen bestückte Atom-U-Boot (SSBN). Sein Aufenthaltsort auf hoher See ist dem Gegner meist nicht bekannt und es kann selbst bei völliger Zerstörung des Mutterlandes noch einen nuklearen Gegenschlag gegen den Gegner führen (Zweitschlagkapazität). Diese Strategie führte maßgeblich zum nuklearen Wettrüsten der beiden Machtblöcke, welche in der Fähigkeit, den Gegner vielfach völlig zu vernichten, gipfelte.
Im Rahmen wechselseitiger Vernichtungsfähigkeit und des daraus entstehenden Glaubwürdigkeitsdilemmas war die Suche nach kontrolliert einsetzbaren Optionen ein wesentliches Kennzeichen der Abschreckungspolitik.
In allen Konflikten ist die Abschreckung des Gegners ein integraler Bestandteil der Politik. Diese Abschreckung soll den Gegner von Übergriffen abhalten, wird aber manchmal als aggressive Geste gedeutet und so provoziert gerade diese Abschreckung erst eine aggressive Handlung des Gegners. Ein Beispiel hierfür wäre ein Truppenaufmarsch an der Grenze, welcher die Invasionspläne des Gegners vereiteln soll, von diesem aber als gegen ihn gerichtete Invasionsvorbereitungen gedeutet werden und so einen Präventivschlag provozieren kann.
Von 1957 bis 1967 war die Massive Vergeltung (engl. massive retaliation) eine offizielle NATO-Strategie. 
Das Konzept der Vergeltungsdrohung heißt heute „konfliktverhütende Abschreckung“.